# Polyandrocarpa maxima
Polyandrocarpa maxima är en sjöpungsart som först beskrevs av Sluiter 1904.  Polyandrocarpa maxima ingår i släktet Polyandrocarpa och familjen Styelidae. Inga underarter finns listade i Catalogue of Life.